# 54693 Ґерімаєрс
54693 Ґерімаєрс (54693 Garymyers) — астероїд головного поясу, відкритий 19 березня 2001 року.
Тіссеранів параметр щодо Юпітера — 3,533.